# قعاني
ميرزا حبيب الله شيرازي قعاني (1223 - 1270 هـ / 1808 - 1854 م) هو شاعر فارسي ، من أهل شيراز.
تعلم العربية والفارسية والتركية والفرنسية. يلقب ب «مجتهد الشعراء» و «حسان العجم».